# مانوک کاکوسیان
مانوک آرسنی کاکوسیان (ارمنی: Մանուկ Արսենի Կակոսյան؛ روسی: Манук Арсенович Какосьян؛ زادهٔ ۱ اوت ۱۹۷۴ در سوچی) بازیکن فوتبال در پست مهاجم اهل ارمنستان است.

## باشگاهی
از باشگاه‌هایی که در آن بازی کرده‌است می‌توان به باشگاه فوتبال ژمچوژینا-سوچی، باشگاه فوتبال چرنومورتس نووراسییسک، باشگاه فوتبال وولگار-گازپروم آستراخان، باشگاه فوتبال لوچ-انرگیا ولادی‌وستوک، باشگاه فوتبال سوچی-۰۴ و باشگاه فوتبال زسکا روستوف-نا-دونو اشاره کرد.

## تیم ملی
وی همچنین در تیم ملی فوتبال ارمنستان بازی کرده‌است. کاکوسیان نخستین بازی ملی خود را که یک بازی دوستانه بود در تاریخ ۳ مارس ۱۹۹۹ در ورشو در مقابل لهستان انجام داده‌است.